# Терек-2
«Те́рек-2» — российский футбольный клуб из Грозного. Основан в 2013 году. Выступал в течение трёх сезонов в Первенстве ПФЛ в зоне «Юг». Домашние матчи проводил на Стадионе имени Султана Билимханова, вмещающем 10 300 зрителей. Лучшее достижение — 9-е место в сезоне-2015/16. «Терек-2» являлся фарм-клубом грозненского «Терека» (ныне — «Ахмат»), выступающего в Премьер-Лиге.

## История
Ранее уже существовала команда под названием «Терек-2». Она выступала в любительской футбольной лиге в сезонах 2005 и 2006. В 2007 году «Терек-2» был снят с соревнований.
В 2013 году по поручению почётного президента «Терека» Рамзана Кадырова «Терек-2» был заявлен во Второй дивизион. Главным тренером был назначен Магомед Адиев.
В 2016 году клуб был расформирован.